# DC Showcase: Zöld Íjász
A DC Showcase: Zöld Íjász (eredeti cím: DC Showcase: Green Arrow) egy 2010-es amerikai rövidfilm. A filmet Joaquim Dos Santos rendezte Greg Weisman forgatókönyvéből.
Az Amerikai Egyesült Államokban 2010. szeptember 28-án jelent meg a Superman és Batman DVD-jének extrájaként.
A film a DC Showcase című rövidfilmsorozat harmadik része, a többi résszel együtt kiadásra került a DC Showcase Original Shorts Collection DVD-n..

## Cselekmény
Oliver Queen avagy a Zöld Íjász épp civilként megy a repülőtérre, hogy találkozzon barátnőjével, Dinah-val avagy a Fekete Kanárival, akinek meg szeretné kérni a kezét. Csakhogy a reptérre érkezik Vlatava hercegnője, Perdita, akire egy csapat bűnöző támad rá, ám Oliver Zöld Íjászként még időben közbeavatkozik. A hercegnővel való menekülés közben kiderül miért támadták meg: a szülei elhunytak, így már Perdita Vlatava királynője, ám halála esetén rokona, Vertigo gróf örökli a trónt.
A bűnözők leverése után Oliver szembekerül azok vezetőjével és ősi ellenségével, a szintén íjász Merlynnel, akit egy speciális íjjal végül sikerül legyőznie. Ekkor jelenik meg Vertigo, aki különleges képességeit bevetve próbálja megölni őket, ám ekkor megérkezik Fekete Kanári, aki szónikus sikolyával kiüti Vertigo-t. A helyzetet megragadva Oliver megkéri a kezét, és végül a Kanári – a hercegnő biztatására is – igent mond és megcsókolják egymást.

## Szereplők
| Szereplő                           | Eredeti hang     |
| ---------------------------------- | ---------------- |
| Oliver Queen / Zöld Íjász          | Neil McDonough   |
| Merlyn                             | Malcolm McDowell |
| Vertigo gróf                       | Steven Blum      |
| Dinah Laurel Lance / Fekete Kanári | Grey DeLisle     |
| Zsoldos                            | John DiMaggio    |
| Perdita hercegnő                   | Ariel Winter     |